# Xã Clyde, Quận Allegan, Michigan
Xã Clyde (tiếng Anh: Clyde Township) là một xã thuộc quận Allegan, tiểu bang Michigan, Hoa Kỳ. Năm 2010, dân số của xã này là 2.084 người.